# Roompot-Charles/2019
Deze pagina geeft een overzicht van de Roompot-Charles-wielerploeg (mannen) in 2019. De ploeg ontstond in september 2018 na een fusie van Roompot-Nederlandse Loterij met het Belgische Veranda's Willems-Crelan. De selectie bestaat uit zowel Nederlandse als Belgische wielrenners. Na dit seizoen stopte de ploeg.

## Algemeen
Sponsors: Roompot, Charles
Algemeen manager: Michael Zijlaard
Ploegleiders: Michael Boogerd, Erik Breukink, Jean-Paul van Poppel

## Renners
| Naam                 | Geboortedatum | Nationaliteit | Ploeg 2018               | Ploeg 2020                          |
| -------------------- | ------------- | ------------- | ------------------------ | ----------------------------------- |
| Jesper Asselman      | 12-03-1990    | Nederland     |                          | Metec-TKH Cyclingteam               |
| Lars Boom            | 30-12-1985    | Nederland     | LottoNL-Jumbo            |                                     |
| Sean De Bie          | 03-10-1991    | België        | Veranda's Willems-Crelan | Bingoal-Wallonie Bruxelles          |
| Mathias De Witte     | 29-03-1993    | België        | Veranda's Willems-Crelan | Natura4Ever-Roubaix-Lille Métropole |
| Huub Duijn           | 01-09-1984    | Nederland     | Veranda's Willems-Crelan | gestopt                             |
| Sjoerd van Ginneken  | 06-11-1992    | Nederland     |                          | gestopt                             |
| Maurits Lammertink   | 31-08-1990    | Nederland     | Team Katjoesja Alpecin   | Circus-Wanty-Gobert                 |
| Senne Leysen         | 18-03-1996    | België        | Veranda's Willems-Crelan | Alpecin-Fenix                       |
| Nick van der Lijke   | 23-09-1991    | Nederland     |                          | Riwal-Readynez Cycling Team         |
| Arjen Livyns         | 01-09-1994    | België        | Veranda's Willems-Crelan | Bingoal-Wallonie Bruxelles          |
| Elmar Reinders       | 14-03-1992    | Nederland     |                          | Riwal Readynez Cycling Team         |
| Oscar Riesebeek      | 23-12-1992    | Nederland     |                          | Alpecin-Fenix                       |
| Jan-Willem van Schip | 20-08-1994    | Nederland     |                          | BEAT Cycling Club                   |
| Stijn Steels         | 21-08-1989    | België        | Veranda's Willems-Crelan | Deceuninck–Quick-Step               |
| Justin Timmermans    | 25-09-1996    | Nederland     | Delta Cycling Rotterdam  | VolkerWessels-Merckx                |
| Boy van Poppel       | 18-01-1988    | Nederland     | Trek-Segafredo           | Circus-Wanty-Gobert                 |
| Michael Van Staeyen  | 13-08-1988    | België        | Cofidis                  | Tarteletto-Isorex                   |
| Pieter Weening       | 05-04-1981    | Nederland     |                          | Trek-Segafredo                      |

### Vertrokken
| Naam              | Ploeg 2019                  |
| ----------------- | --------------------------- |
| Tim Ariesen       | Taiyuan Miogee Cycling Team |
| Martijn Budding   | BEAT Cycling Club           |
| Etienne van Empel | Neri-Selle Italia           |
| Floris Gerts      | Tarteletto-Isorex           |
| Brian van Goethem | Lotto Soudal                |
| Robbert de Greef  | Alecto Cycling Team         |
| Pim Ligthart      | Direct Énergie              |
| Jeroen Meijers    | Taiyuan Miogee Cycling Team |
| Coen Vermeltfoort | Alecto Cycling Team         |
| Wouter Wippert    | EvoPro Racing               |

## Overwinningen
Ronde van Yorkshire
1e etappe: Jesper Asselman
Ronde van Noorwegen
Bergklassement: Elmar Reinders
Ronde van Luxemburg
2e etappe: Pieter Weening
Ploegenklassement (De Witte, Duijn, van Ginneken, Lammertink, Livyns, Steels, Weening)
Ronde van België
1e etappe: Jan-Willem van Schip
Androni Giocattoli-Sidermec · Bardiani-CSF · Burgos-BH · Caja Rural-Seguros RGA · Cofidis · Corendon-Circus · Delko-Marseille Provence · Total Direct Énergie · Euskadi-Murias · Gazprom-RusVelo · Hagens Berman Axeon · Israel Cycling Academy · Team Manzana Postobón · Neri Sottoli-Selle Italia-KTM · Nippo-Vini Fantini-Faizanè · Rally UHC Cycling · Riwal Readynez Cycling Team · Roompot-Charles · Sport Vlaanderen-Baloise · Team Arkéa Samsic · Team Novo Nordisk · Vital Concept-B&B Hotels · W52-FC Porto · Wallonie Bruxelles · Wanty-Gobert
2015 · 2016 · 2017 · 2018 · 2019